# Route 435 (Nouveau-Brunswick)
Pour les articles homonymes, voir Route 435.
La route 435 est une route locale du Nouveau-Brunswick située dans le nord-est de la province, à l'ouest de Miramichi. Elle traverse une région boisée sur toute sa longueur, qui est de 13 kilomètres, et est pavée sur toute sa longueur.

## Tracé
La 435 débute à Whitney, sur la route 425, tout juste au nord de la rivière Miramichi nord-ouest. Elle commence par se diriger vers le nord pendant 6 kilomètres, puis elle bifurque vers l'est à Maple Glen. Elle se termine sur une intersection en T avec la route 430, 7 kilomètres au nord-est de Maple Glen. 

## Intersections principales
| Route 435      |                     |    |                                   |                            |
| Comté          | Location            | km | Intersection/Destinations         | Notes                      |
| Northumberland | Whitney             | 0  | R-425, Red Bank, Miramichi        | extrémité sud de la 425    |
| Northumberland | Maple Glen          | 6  | Chemin Maple Glen ouest, Big Hole | la 425 bifurque vers l'est |
| Northumberland | Chaplin Island Road | 13 | R-430, Miramichi, Bathurst        | Extrémité nord de la 435   |